# Тасси, Джеймс
Джеймс Тасси (англ. James Tassie, 15 июля 1735, Поллокшоу — 1 июня 1799, Лондон) — шотландский гравёр и резчик по твёрдому камню, мастер гемм и коллекционер.
Джеймс Тасси родился в Поллокшоу (пригород Глазго), в простой семье. В ранние годы работал каменщиком, но, увидев коллекцию картин, собранную в Глазго издателями и печатниками братьями Фоулис (Robert and Andrew Foulis), решил учиться искусству, поступил в Академию художеств в Глазго и стал одним из выдающихся учеников школы.
В 1763 году, намереваясь стать скульптором, Тасси переехал в Дублин. Там он познакомился с Генри Куином, медиком, который в качестве любительского увлечения делал слепки старинных камей из цветной пасты, вместе они разработали состав стеклянной пасты, подходящий для воспроизведения античных гемм и рельефных портретных медальонов.
С 1766 года, преодолевая материальные трудности, Тасси начал работать в Лондоне. Постепенно его работы по копированию античных камей получили известность, чему в немалой степени способствовала мода на неоклассицизм. Многие европейские коллекционеры открывали ему свои собрания для создания копий и составления каталогов. Джеймс Тасси планировал создать музей: «Кабинет слепков» со всех гемм, имеющихся в домах европейских коллекционеров.
В 1775 году Тасси опубликовал каталог собственной коллекции, в котором было подробно описано 2856 предметов. Вслед за этим, в 1791 году последовал большой каталог в двух томах ин-кварто с иллюстрациями, награвированными Дэвидом Алланом, и сопроводительным текстом на английском и французском языках. Этот рукописный каталог, озаглавленный «Описательный каталог основной коллекции античных и современных гравированных гемм, камей и инталий, взятых из самых знаменитых кабинетов в Европе; и отлитый из цветных паст, белой эмали и серы» (A Descriptive Catalogue of a General Collection of Ancient and Modern Engraved Gems, Cameos and Intaglios, Taken from the Most Celebrated Cabinets in Europe; and Cast in Coloured Pastes, White Enamel, and Sulphur), насчитывал почти 16 000 произведений.
В 1781 году императрица Екатерина II сделала заказ Тасси на выполнение «Кабинета слепков» для Санкт-Петербургского Эрмитажа: всего около 16 тысяч наименований по его каталогу. На выполнение этого заказа мастер потратил десять лет. Коллекция прибывала в Россию несколькими партиями с 1783 по 1788 год. В Санкт-Петербургском Эрмитаже по настоящее время в «Кабинете глиптики» находится Шкаф-кабинет, созданный английскими мастерами специально для хранения слепков с резных камней из коллекции Джеймса Тасси.
Тасси не ограничивал свою деятельность копированием, его собственные недорогие изделия покупали в разных государствах Европы, они получили название «tassies». Произведения Тасси выставляли в Королевской академии художеств в Лондоне с 1769 по 1791 год. Однако относительно полное собрание оттисков имеется только в доме Тасси в Эдинбурге, в Музее Виктории и Альберта в Лондоне и в Эрмитаже в Санкт-Петербурге.
Тасси выполнил множество медальонов с профильными портретами своих современников, которые составляют наиболее оригинальную часть его работ. Он лепил свои портреты из воска с натуры или по рисункам, сделанным с натуры, а когда это было невозможно, по иным источникам: гравюрам или живописным портретам. Затем он отливал рельефы из белой пасты и помещал их на фоне матового стекла, слегка окрашенного цветной бумагой или фольгой, помещённых с оборотной стороны.
На момент смерти Джеймса Тасси, в 1799 году, его собрание насчитывало около 20 000 произведений. Его племянник Уильям Тасси (1777—1860), рисовальщик и скульптор-модельер, учился у своего дяди и продолжал его работу. Он выставлял свои произведения в Королевской академии художеств с 1798 по 1804 год.
В 1830-х годах работы Джеймса Тасси продолжали успешно продаваться в Эдинбурге и Лондоне. В 2008 году бар в районе Шоулендс в Глазго был переименован в память художника: «The James Tassie». Этот бар известен постоянным посетителям как «Tassies».

## Галерея

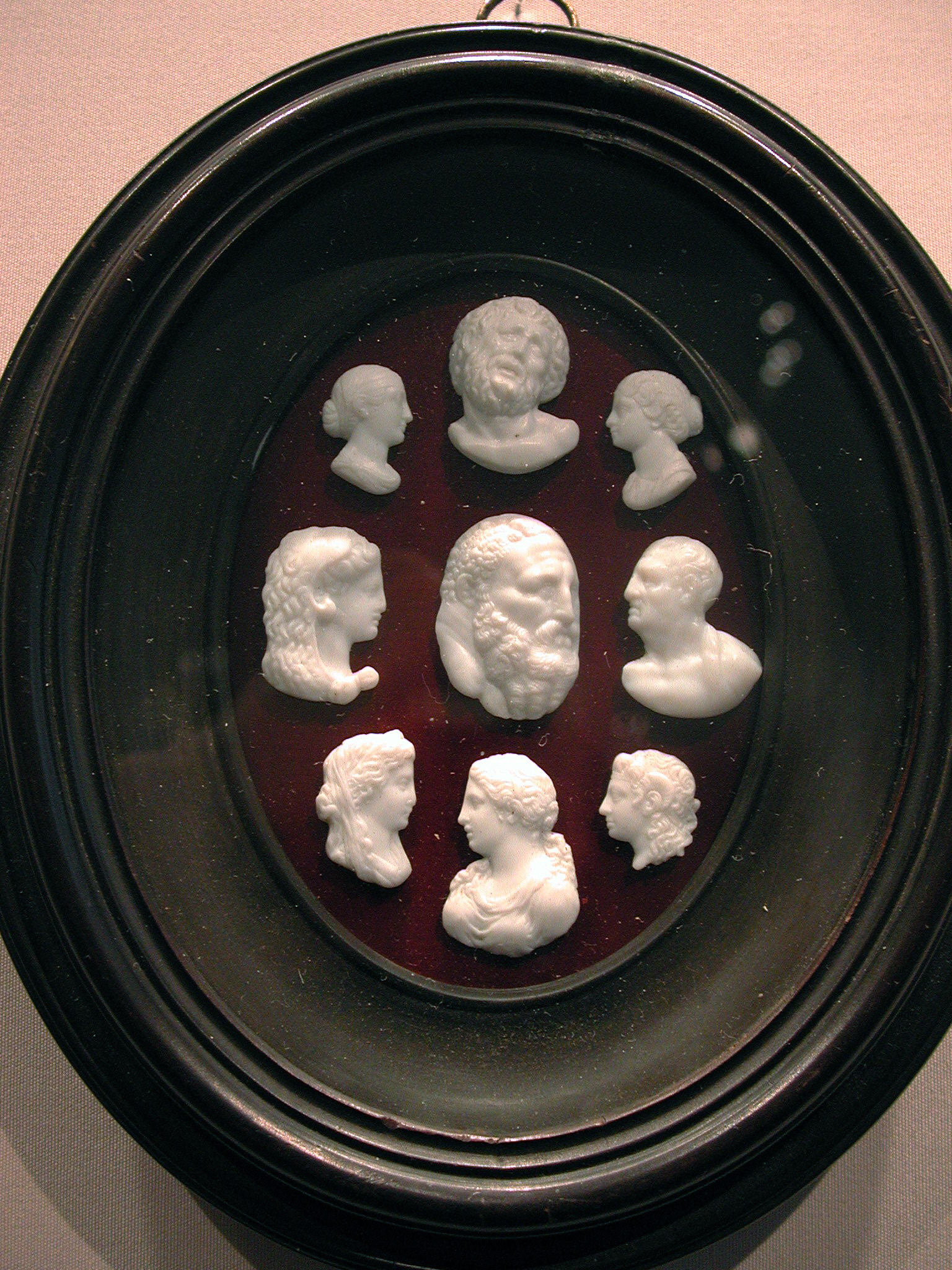
Слепки античных гемм. Метрополитен-музей, Нью-Йорк
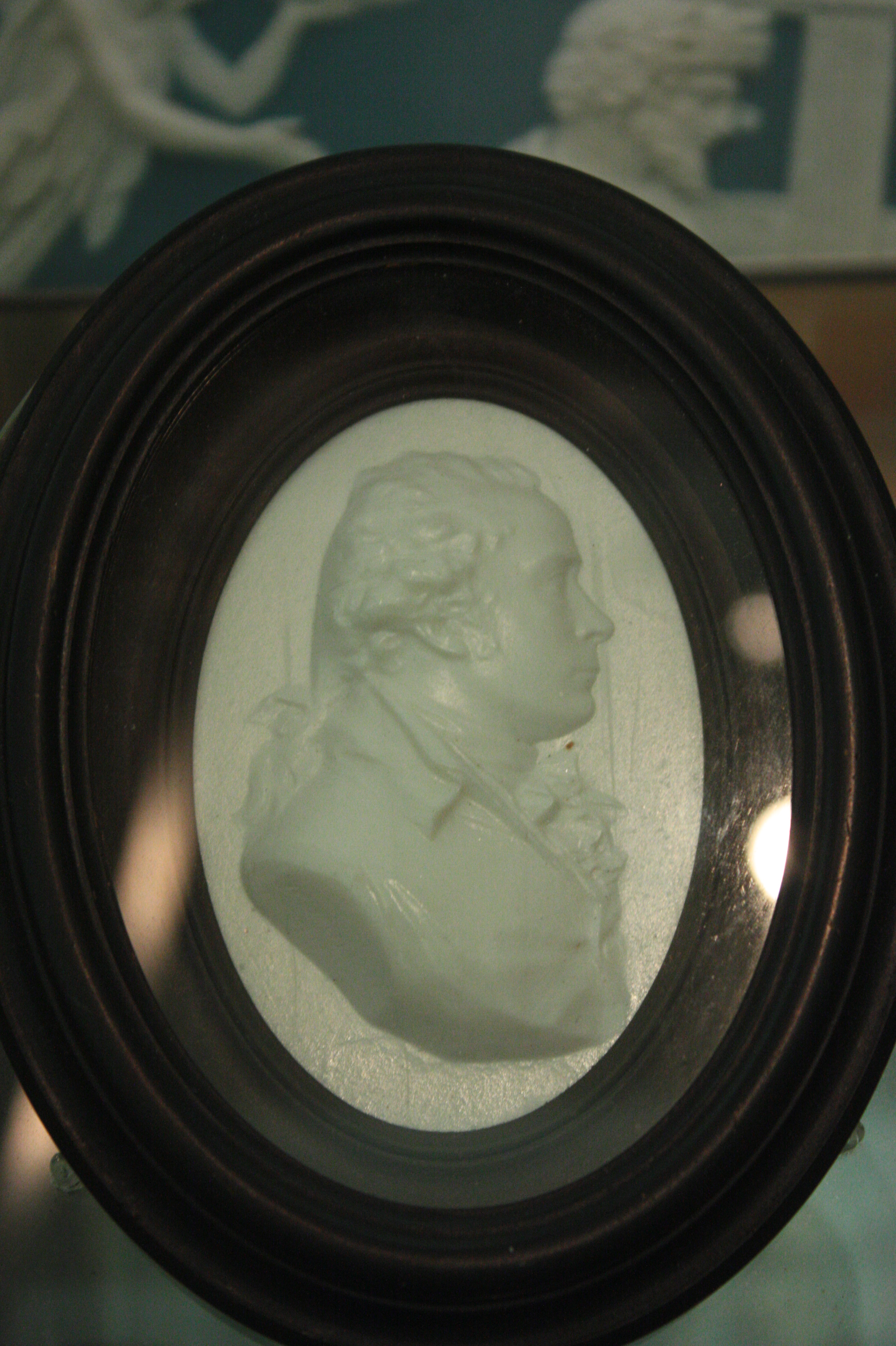
У. Тасси. Портрет Джеймса Тасси. Камео-медальон
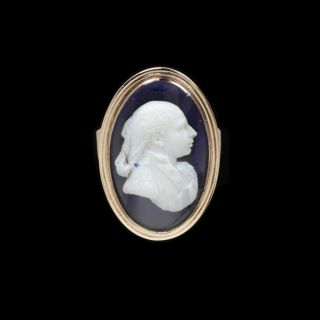
Перстень с камеей. Стеклянная паста. 1788
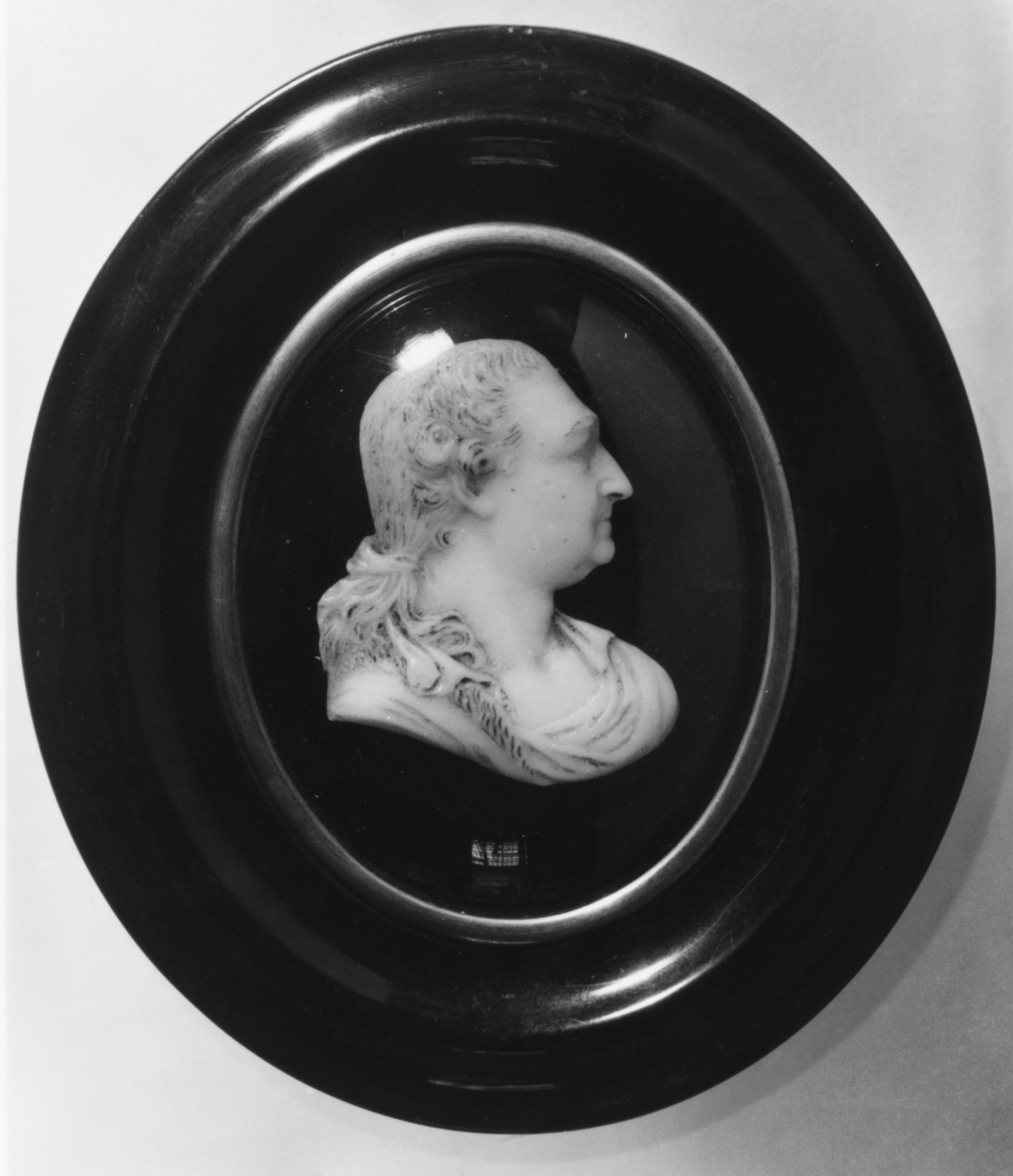
Портрет Дэвида Гаррика
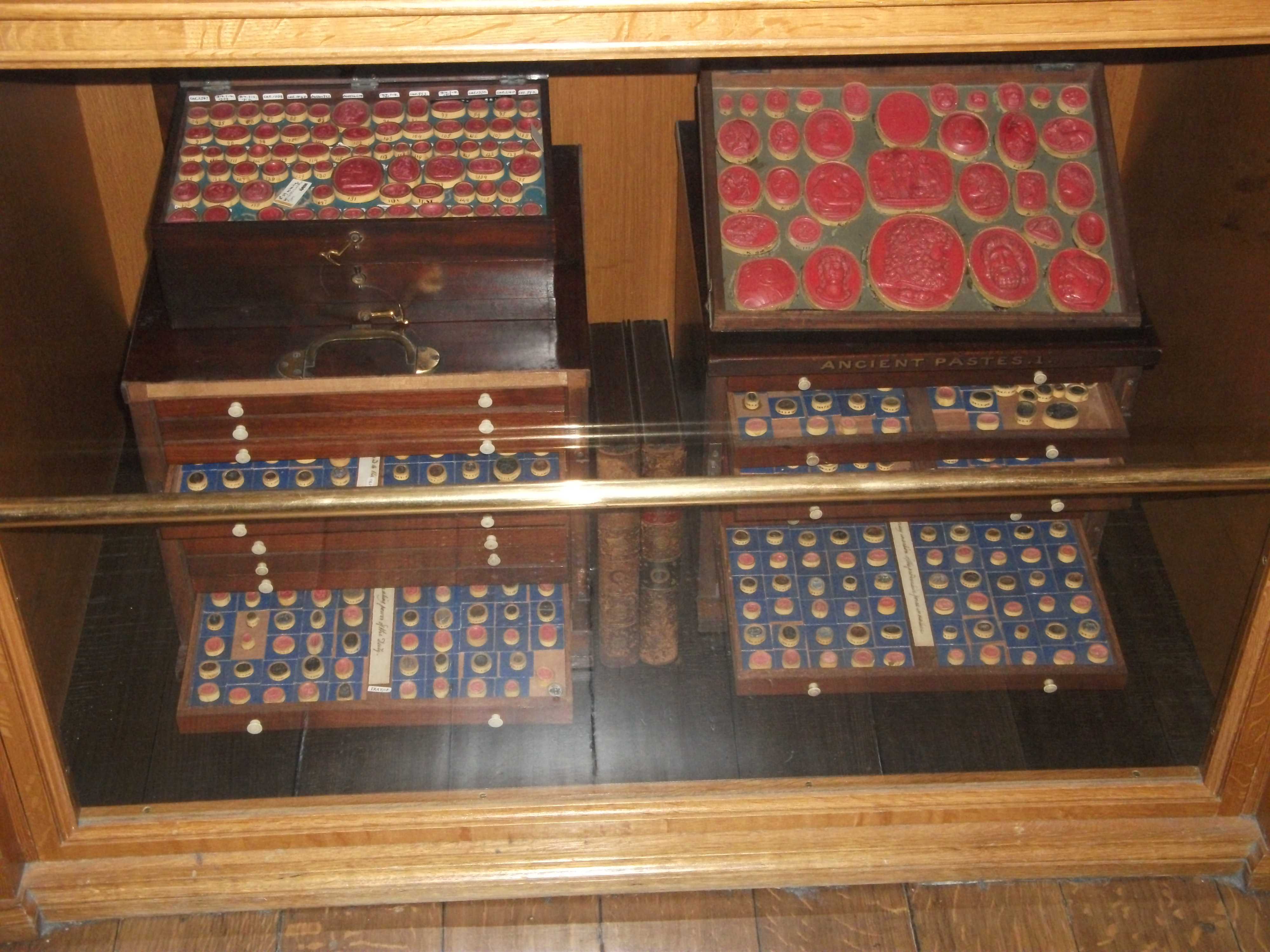
Коллекция слепков Джеймса Тасси. Королевская библиотека Британского музея, Лондон